# 曹安邦
曹安邦（英語：Paul O. P. Ts'o，1929年7月17日—2009年12月2日），中華民國生物學家，專長於生物物理、生物化學以及癌症診斷與治療。

## 生平
曹安邦出生於廣東省中山市，祖父為澳門立法局議員曹善榮，父親則是聖公會法政牧師曹思晃。曹安邦先後於1949年獲得岭南大學理學士、1951年獲得密西根州立大學碩士以及1955年獲得加州理工學院博士。之後曹安邦長年在美國從事學術研究工作，曾經擔任加州理工學院研究員和資深研究員(1955-1962)、約翰·霍普金斯大學公共衛生學院副教授(1962-1967)、教授(1967-1996)和生物物理組主任(1973-1992) 。1972年7月時，他獲選成為第九屆中央研究院院士生命科學組成員。
2009年12月2日曹安邦在美國約翰·霍普金斯醫院逝世，享年81歲。

## 外部連結
- 曹安邦院士與世長辭 中央研究院
- 逝世院士一覽表 中央研究院